# Radio Antena Libre
Radio Antena Libre es una radioemisora argentina con sede en General Roca, perteneciente a la Facultad de Derecho y Ciencias Sociales de la Universidad Nacional del Comahue.

## Historia
La radio Antena Libre inició sus transmisiones el 1 de junio de 1987 desde la ciudad de General Roca en la Provincia de Río Negro, el registro de la estación posee un marcado rol social, amplio y plural además de autónomo e independiente.
Radio Antena Libre comenzó a emitir experimentalmente desde los actuales estudios de la carrera de Comunicación Social, de la Facultad de Derecho y Ciencias Sociales de General Roca, con una señal que llegaba a unas pocas cuadras, a través de un equipo fabricado por técnicos locales sobre la base de un modelo que publicó una revista española. La intención de los docentes era que los estudiantes que realizaban las prácticas trascendieran el ámbito del laboratorio y pudieran ser escuchados por el resto de la comunidad educativa.
Tiempo después, la emisora universitaria comenzó oficialmente a emitir en su actual emplazamiento el 1 de junio de 1987 como un proyecto de radio de Comunicación Alternativa que contó con el financiamiento del CAF, organismo de financiamiento de los Países Bajos.
En los primeros años, las emisiones eran de unas pocas horas, con un personal reducido de apenas tres personas.
Al pasar los años se incrementó la propuesta programática de la emisora con las audiciones de las cabinas de grabaciones ubicadas en Villa Obrera, Mosconi, Tiro Federal, J.J. Gómez y Padre Alejandro Stefenelli. Los comunicadores Populares elaboraban sus programas en las cabinas y luego se trasladaban hasta la radio para dejar su casete.
Al aire de Antena Libre se sumaron organizaciones sindicales, comunidades extranjeras, docentes y estudiantes universitarios, elaborando propuestas que reflejaban sus visiones.
La emisora universitaria fue una de las primeras de Frecuencia Modulada del Alto Valle con una cobertura de 40 kilómetros a la redonda.
Por los estudios de la radio han pasado más de 400 estudiantes de Comunicación Social y de otras carreras que se dictan en la Universidad del Comahue. Muchos de los profesionales que se desempeñan en medios televisivos, radiales, diarios, periódicos e Internet de Río Negro y Neuquén hicieron sus primeras experiencias en Antena Libre.
Actualmente la emisora cuenta con 9 personas rentadas que realizan tareas de operación técnica, producción, programación, periodismo y dirección a los que se suman 4 pasantes de la Carrera de Comunicación Social. Al equipo de trabajo se suman cerca de 50 personas que realizan audiciones de distintas características y se emiten en la programación de la radio universitaria.